# Casa dos Pitas
A Casa dos Pitas ou Casa Pita é uma casa nobre revivalista e barroca localizada na atual freguesia de Caminha (Matriz) e Vilarelho, na vila e no município de Caminha, em Portugal.
A sua construção é do século XVII, num estilo manuelino tardio, tendo a fachada decorada com guarnições e molduras. Foi construída junto ao largo central da vila, entre 1649 e 1652, em propriedades pertencentes ao morgado dos Pitas. A Casa Pita encontra-se desde a sua edificação na posse da mesma família e continua sendo um dos edifícios mais distintivos do património da Vila. 
Está classificada como Imóvel de Interesse Público desde 1977.

## Descrição
Este palácio urbano destaca-se pela singularidade da sua frontaria que apresenta um curioso modelo manuelino tardio nada comum na época da sua construção e que antecipou nos meados do séc. XVII, em Caminha, uma moda que só muito mais tarde se viria a desenvolver em Lisboa. Este modelo conjugado ocasionalmente com o barroco, é detectável em pormenores das pedras de armas e sobretudo na fachada posterior e fontanário do jardim.
À direita da casa, do lado oeste do edifício, foi edificada posteriormente no século XIX uma torre mirante de planta retângular dividida em quatro pisos, de tipologia semelhante à das torres de menagem medievais. 
Integrada na zona privada da casa, foi construída no século XVIII uma pequena capela, com retábulo de talha e imagem de Nossa Senhora das Dores que, juntamente com os ricos estuques presentes em algumas das salas da área privada da casa, são já de estilo neoclássico.
De notar ainda os exemplos dos elegantes arcos canopiais patentes nas janelas da frente da casa, identificados como uma das duas principais demonstrações da utilização deste tipo de desenho, juntamente com o portal do Convento de Jesus, em Setúbal.
A zona traseira do edifício apresenta um amplo pátio edificado em 1652 embelezado por um fontanário e um espelho d’água.